# Gerhard Jan Palthe

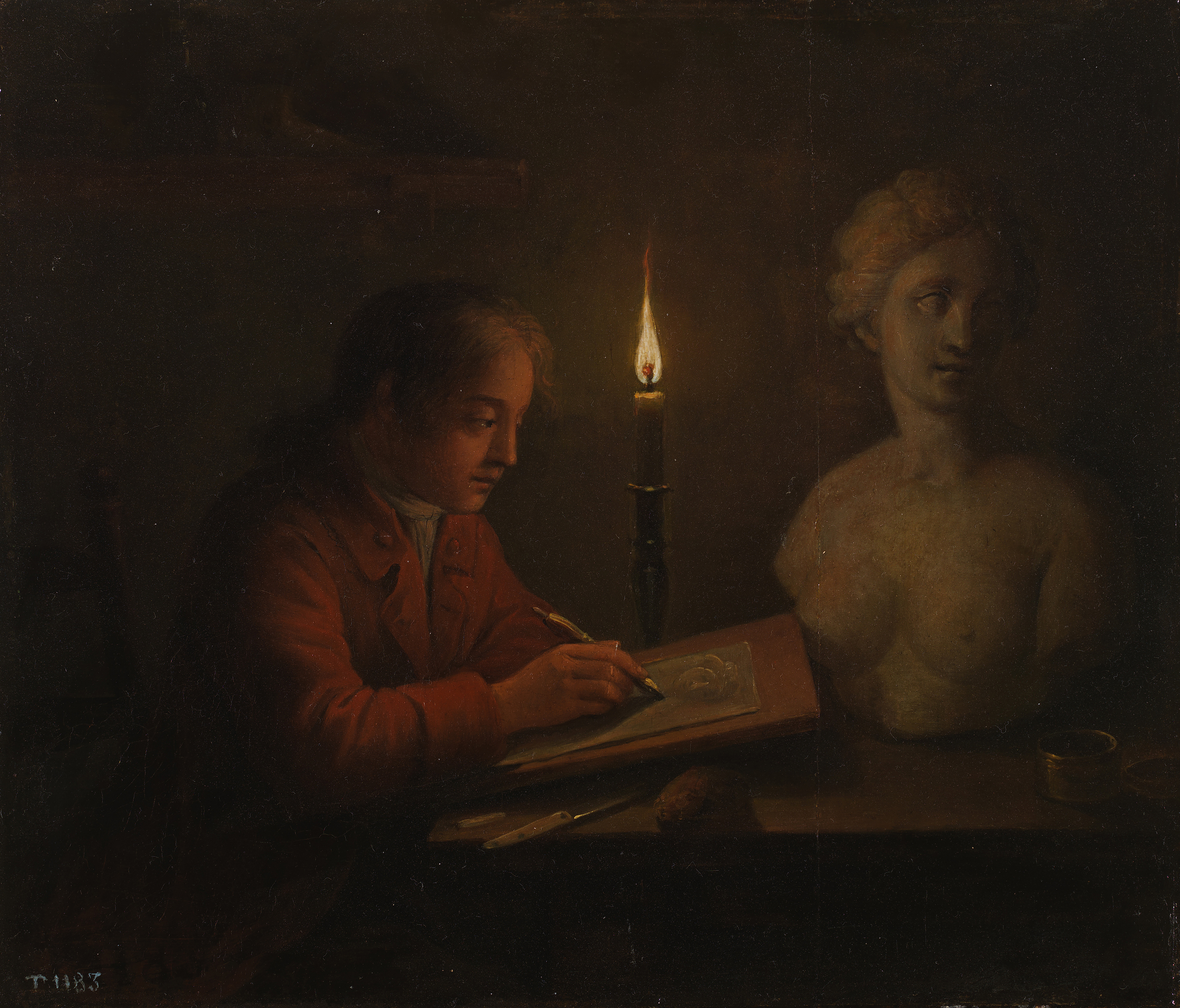
Joven dibujante, óleo sobre tabla, 20 x24 cm, Madrid, Museo del Prado.

Gerhard Jan Palthe (Denekamp, 21 de julio de 1681-Deventer, 30 de julio de 1767) fue un pintor holandés especializado en los retratos.

## Biografía
Hijo de un clérigo de la iglesia valona, estudió con Jurriaen Pool el joven. Trabajó durante un tiempo en Ámsterdam, luego en Denekamp, donde se casó el 7 de octubre de 1714 con Lena Leferink, y Delden hasta establecerse definitivamente en Deventer. Seguidor de Godfried Schalcken, se le atribuyen algunos cuadros con figuras a la luz de las velas a partir de una tabla con la representación de un Joven dibujante conservada en el Museo del Prado, que según antiguos inventarios habría estado firmada «G. J. Palthe f. 1732». Al margen de esta tabla, de su producción firmada o documentada únicamente se conoce la pintura de las cuatro estaciones como decoración de un reloj de pared (Ayuntamiento de Deventer) y algunos mediocres retratos.
Fue padre y maestro de Jan Palthe (1717-1769), Adriaan y Anthony.